# گورستان سر چغا چالاب زرد
گورستان سر چغا چالاب زرد مربوط به دوره ساسانیان است و در شهرستان چرداول، بخش مرکزی، دهستان شباب، روستای چالاب زرد واقع شده و این اثر در تاریخ ۲۳ بهمن ۱۳۸۵ با شمارهٔ ثبت ۱۷۳۶۴ به‌عنوان یکی از آثار ملی ایران به ثبت رسیده است.